# Paste (유닉스)
paste는 지정한 각 파일의 연속적으로 일치하는 줄로 구성된 줄을 (탭으로 구별) 표준 출력으로 출력함으로써 수평으로 파일을 합치기 위해(병렬 병합) 사용하는 유닉스 명령 줄 유틸리티이다.

## 사용법
paste 유틸리티는 다음의 문법으로 호출한다:
```
paste [옵션] [파일1 ..]
```

## 같이 보기
- Join (유닉스)
- Cut (유닉스)
- 유닉스 명령어 목록